# Sint-Bernulphushuis

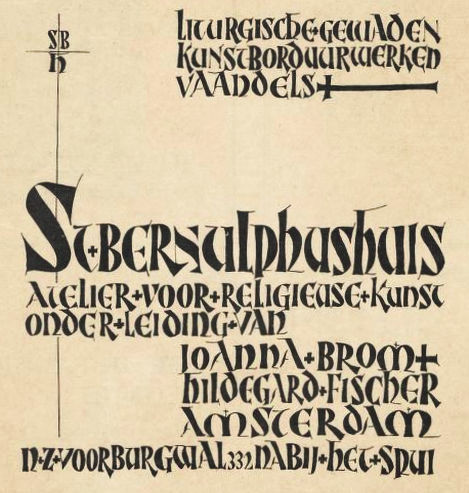
Advertentie van het Sint-Bernulphushuis (1931)

Het Sint-Bernulphushuis was een Nederlandse onderneming, gevestigd in de stad Amsterdam, gespecialiseerd in christelijke kunst en kunstnijverheid. Het bedrijf wordt ook vermeld als St. Bernulphushuis en Sint Bernulphus Huis. 

## Geschiedenis
De edelsmeden Jan Eloy en Leo Brom kregen na het overlijden van hun vader in 1915 de leiding over het familiebedrijf, Edelsmidse Brom in Utrecht. Jan Eloy Brom werd in 1923 curator van het Aartsbisschoppelijk Museum in Utrecht en zette zich naast het beheer van de collectie in voor vernieuwing van kerkelijke kunst. In 1924 namen de broers het initiatief voor het oprichten van het Sint-Bernulphushuis in Amsterdam, met als doel het verzamelen en verspreiden van religieuze kunst voor (katholieke) kerk en huisgezin en het vergroten van hun afzetgebied. Voor 'minderwaardige producten' was geen plaats in het bedrijf, voor zowel kunst als kunstnijverheid werd gestreefd naar het 'hoogste gehalte'. Het Bernulphushuis zou zich daarmee onderscheiden van bijvoorbeeld de Utrechtse firma Weduwe J.R. van Rossum, die in die tijd gipsen devotie-artikelen leverde die in massaproductie werden vervaardigd. Het Sint-Bernulphushuis werd gevestigd aan de Nieuwezijds Voorburgwal 371, de zaak verhuisde in 1927 naar nummer 332. De naam werd ontleend aan de Utrechtse bisschop Bernulphus, die naast bouwer van kerken ook een van de eerste bevorderaars van kerkelijke kunst in de Nederlanden was.
Willem H.M. Lambregts werd aangesteld als eerste directeur. Hij verliet het Bernulphushuis toen hij in 1928 zijn eigen zaak startte (Het Gildehuis) en werd opgevolgd door Clemens Meuleman. De 25-jarige Meuleman had een aantal jaren kunstgeschiedenis gestudeerd en was daarna verder opgeleid bij de Edelsmidse van de gebroeders Brom. In 1928 werd ook naaldkunstenares Joanna Wichmann aan het Bernulphushuis verbonden, zij kreeg de leiding over het atelier. Directeur Meuleman was veel op pad om opdrachten voor het Sint-Bernulphushuis binnen te halen en bezocht kerken in het hele land. In 1931 begon hij zijn eigen adviesbureau, het 'Instituut voor Kerkelijke Kunst Sint Bonifacius'. Hij verliet het Bernulphushuis, daarin gevolgd door Wichmann. 
Joanna Brom nam het beheer over de zaak over en Hildegard Fischer kreeg de leiding over de ateliers. Brom, jongere zus van Jan Eloy en Leo Brom, was al jaren actief als emailleur, zij emailleerde onder meer sieraden en crucifixen, maar ook groter werk zoals de tabernakeldeuren (1930) voor de Georgiuskerk in Almelo. De uit Duitsland afkomstige naaldkunstenaar Fischer werd verantwoordelijk voor het ontwerp van de kerkelijke gewaden, vaandels en wandkleden die in het atelier werden vervaardigd. De dames woonden met moeder Brom boven de toonkamers. In maart 1933 werden Brom en Fischer geïnterviewd voor De Zondagscourant, waarbij werd opgemerkt dat het werk van hen beiden de verwachtingen overtrof.
In mei 1933 trouwden Hildegard Fischer en Jan Eloy Brom in Amsterdam, ze trok bij hem in op het Huis Voorn te Oudenrijn. Als gevolg van deze verandering in hun persoonlijk leven en ook omdat het initiatief van het Bernulphushuis inmiddels navolging had gevonden, werd besloten het bedrijf op te heffen. Joanna Brom trok bij haar broer en schoonzus in en verhuisde haar atelier naar Huis Voorn. In december 1933 werd een opheffingsuitverkoop gehouden, de formele opheffing van het Sint-Bernulphushuis volgde in 1936. De schoonzusters bleven actief voor het familiebedrijf in Utrecht.
Zo'n 60 jaar na opheffing werd bij Museum Amstelkring een tentoonstelling georganiseerd, gewijd aan het werk van het Sint-Bernulphushuis en het Instituut voor Kerkelijke Kunst Sint Bonifacius.

## Activiteiten
Naast toonkamers had het bedrijf een atelier voor paramentiek en vaandelkunst. Het Bernulphushuis leverde onder meer edelsmeedwerk, kleinplastiek, gewaden, prenten en devotionalia en vaandels.
Enkele werken
- ca. 1928 – vaandel met St. Stephanus in opdracht van het collectantencollege van de parochie O.L.V. Onbevlekt Ontvangen in Amsterdam, ontwerp van J.E. Brom.
- vaandel voor de St. Elisabethvereniging in Nijverdal, ontwerp van J. Wichmann.
- 1930 – St. Franciscus-vaandel van de Derde Orde in de parochie van Sint Willibrord te Amsterdam, ontwerp van J. Wichmann.
- vaandel voor de Ned. R.K. Metaalbewerkersbond St. Eloy, ontwerp van J.E. Brom.
- vaandel voor de Sint Vincentiusvereniging in Bemmel, ontwerp van J.E. Brom.
- 1931-1932 – vier wandtapijten voor de Heilig Hartkerk in Breda, ontwerp van H. Fischer.
- 1932 – Annunciatie, kunstnaaldwerk voor Florentine Steenberghe-Engeringh, t.g.v. haar 10-jarig jubileum als voorzitter van de Internationale Unie van R.K. Vrouwenbonden, ontwerp van H. Fischer.
- 1932 – geborduurde vlag voor de Maria-congregatie, afdeling Sint Lidwina, parochie Sint  Gerardus Majella in Amsterdam, ontwerp van H. Fischer.
- 1933 – kazuifel voor aartsbisschop J.G.J. Jansen, t.g.v. diens 25-jarig priesterjubileum, ontwerp van H. Brom-Fischer.
- Sint Isidorusvlag voor de RK Jonge Boerenstand, afd. Molenschot", ontwerp van H. Brom-Fischer.

### Tentoonstellingen
In de toonkamers werd werk tentoongesteld van binnen- en buitenlandse kunstenaars, onder wie de gebroeders Brom (edelsmeedwerk), Joanna Brom (email), Hildegard Fischer (naaldwerk), Walter Kuen (beeldhouwwerk), Hildegard Michaelis (kaartweefwerk), Joep Nicolas (gebrandschilderd glas), Paul Ramah (litho's), Lode Sengers (schilderijen), Johan Thorn Prikker, Ernst Voorhoeve (tekeningen en beelden) en Joanna Wichmann (borduurwerk). Ook buitenshuis werden tentoonstellingen georganiseerd; in kunstzalen De Torens in Maastricht tijdens de Heiligdomsvaart (1930) en in het Belvoir in Nijmegen (1932) tijdens het nationaal Maria-congres. 

### Publicaties
In opdracht van het Bernulphushuis werd een drietal publicaties uitgegeven, met op de kaft een tekening van de heilige Bernulphus door Joan Collette. Als eerste Het Steenen Gebed (1929), waarin aandacht werd geschonken aan religieus beeldhouwwerk en kleinplastieken van onder anderen Mari Andriessen, Jan Eloy en Leo Brom, Wim Harzing, Steph Uiterwaal, Charles Vos, Albert Verschuuren en Adam Winter, vervolgens Liturgische gewaden uit de ateliers van het Sint Bernulphus-huis (1930) en De luister van uw huis (1930). De publicaties en het werk van het Bernulphushuis werden goed ontvangen. Jan Lauweriks schreef in Het Gildeboek over kerkelijke gewaden en merkte daarbij op dat er in binnen- en buitenland op hoog religieus en esthetisch vlak een grote vooruitgang had plaatsgevonden, maar dat de ontwikkeling zeer langzaam ging. Hij schreef positief over "het St. Bernulphushuis te Amsterdam, dat zich al gedurende eenige jaren moeite geeft om het beste op dit gebied met kennis van zaken in den handel te brengen en zelfs niet aarzelt aan kunstenaars opdrachten te geven. Wij zijn dan ook al menigmaal in de gelegenheid geweest op tentoonstellingen die dit huis arrangeert, belangrijke voortbrengselen der moderne kerkelijke kunst te bewonderen." Kees Spierings, recensent bij De Volkskrant, stelde dat "De katholieke kunst herleeft (...) al zou men nu vaak bij 't zien van kerk- of huisbeelden twijfelen aan 't elementaire schoonheidsgevoel in ons volk". Hij gaf het advies "nooit eenig religieus kunst-voorwerp aan te schaffen, zonder raad te vragen aan het Bernulphushuis."

## Advertenties

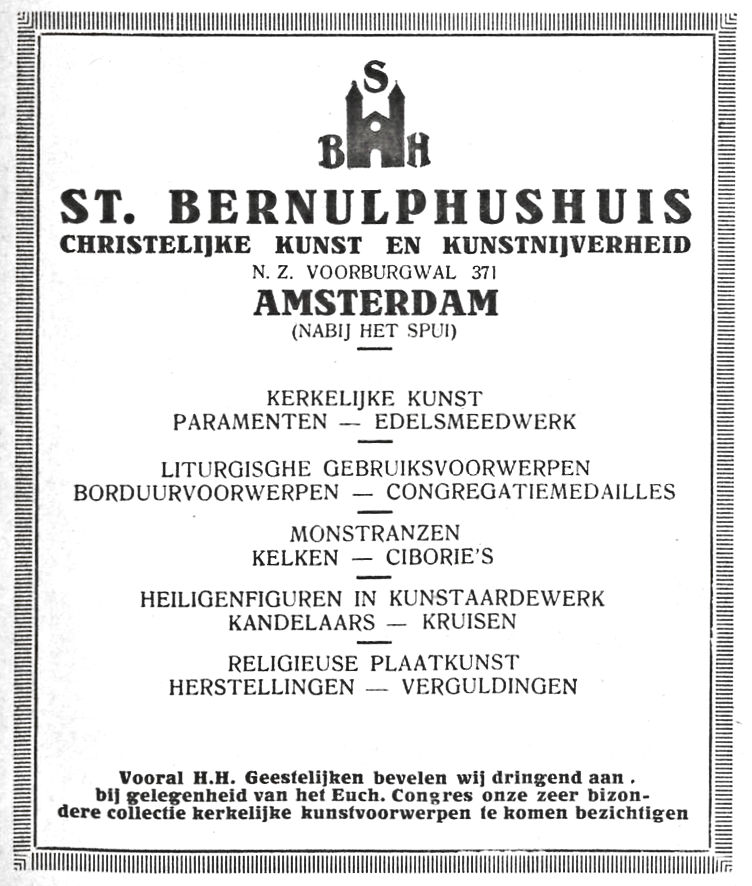
1924
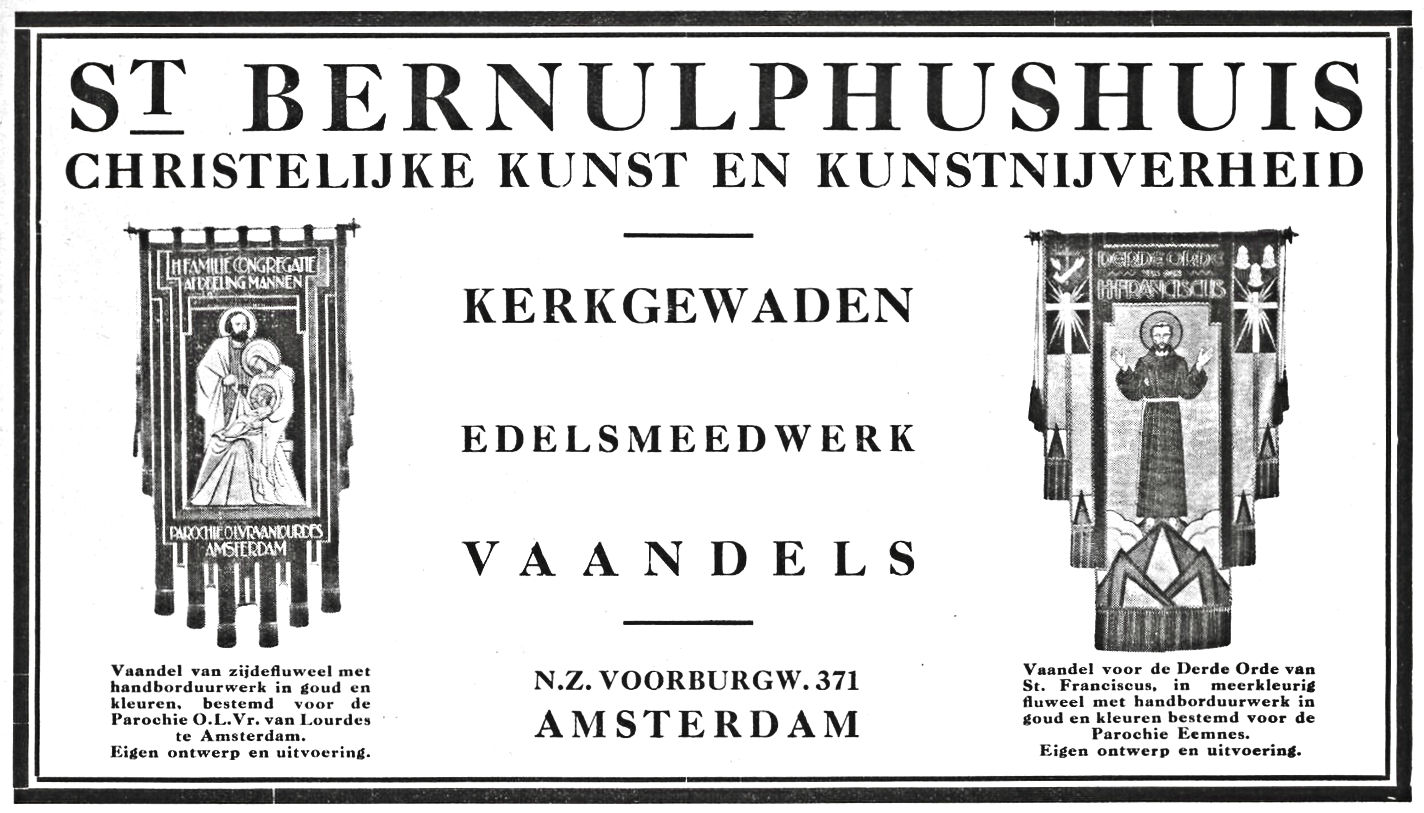
1926
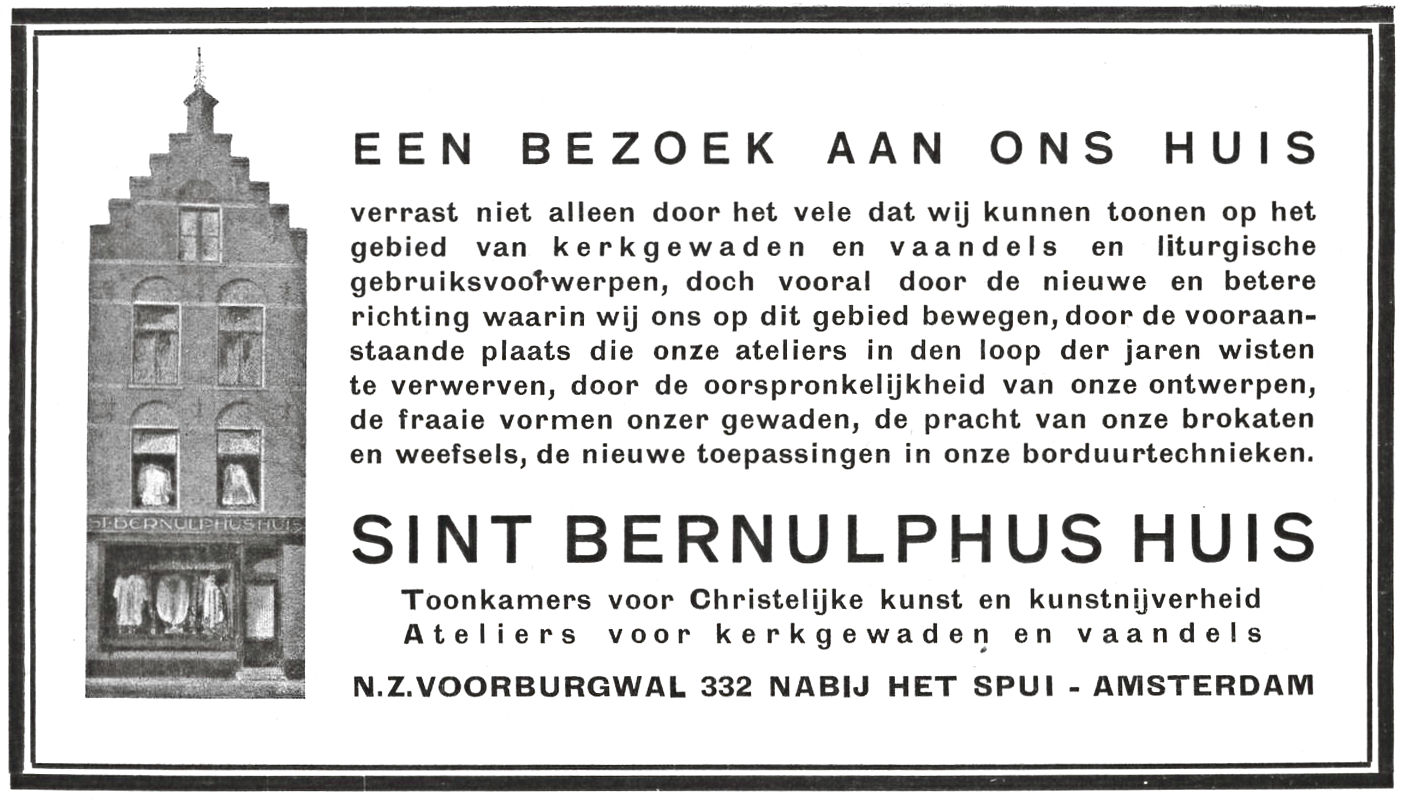
1928
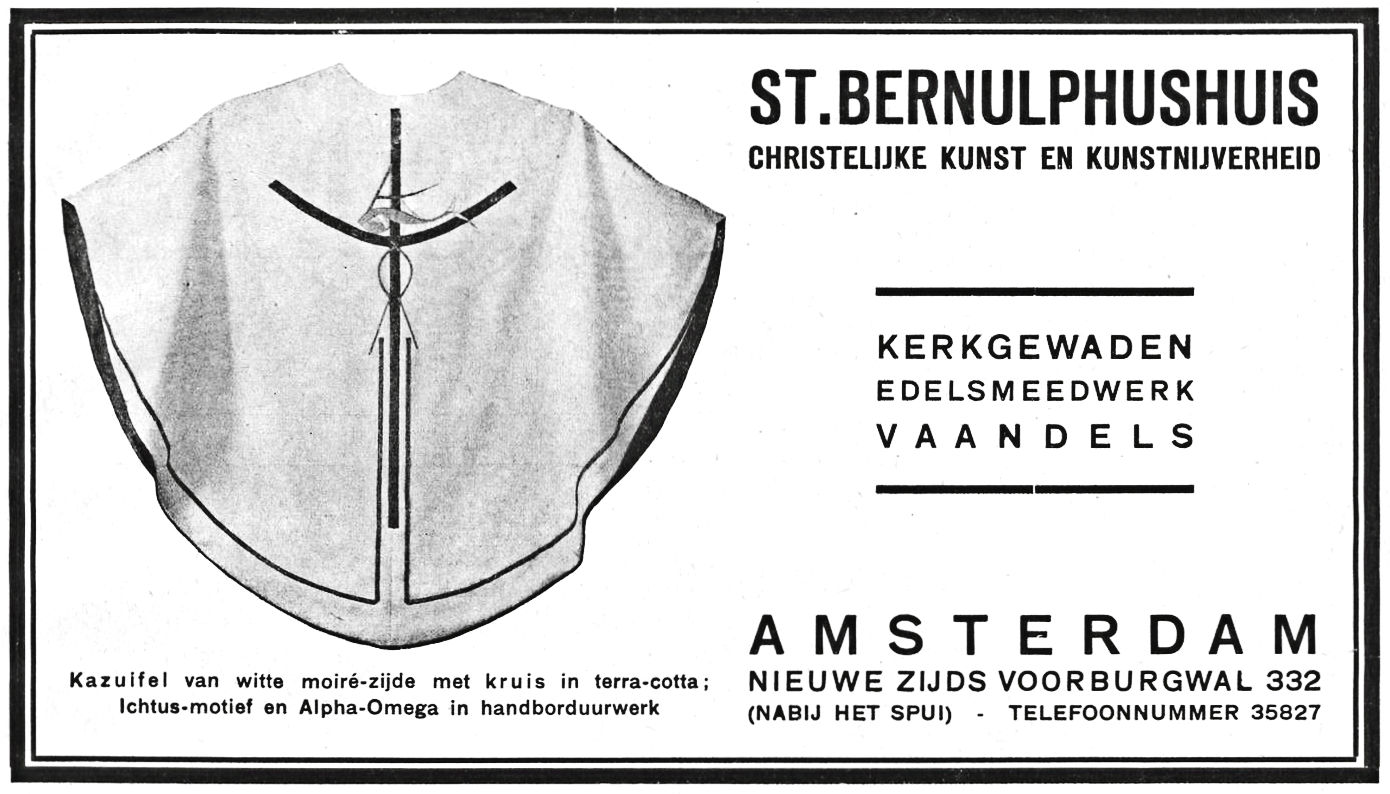
1930